# Butia lepidotispatha
Butia lepidotispatha är en enhjärtbladig växtart som beskrevs av Larry Ronald Noblick. Butia lepidotispatha ingår i släktet Butia och familjen Arecaceae. Inga underarter finns listade i Catalogue of Life.